# Alamillo (Nowy Meksyk)
Alamillo – jednostka osadnicza w Stanach Zjednoczonych, w stanie Nowy Meksyk, w hrabstwie Socorro.